# Alemán
Erick Raul Ramirez Alemán (Cabo San Lucas, 1990) è un rapper messicano.

## Discografia
- 2015 - Pase De Abordar[4]
- 2016 - Rolemos Otro
- 2018 - Eclipse
- 2019 - Humo en la Trampa